# Pierre Pascal II
Pour les articles homonymes, voir Pierre Pascal (homonymie) et Pascal.
Pierre Pascal II, né le 5 mars 1771 à Marseille, paroisse Saint-Ferréol, et mort le 24 août 1849 à Cauterets (Hautes-Pyrénées), est un banquier marseillais, élu royaliste des Bouches-du-Rhône.

## Biographie

### Origines
Issu d’une famille d’ancienne bourgeoisie d'Auriol (XVIIe - vers 1750), puis de Marseille.
Fils de Pierre Pascal (1730 à Auriol - 1802 à Marseille), « marchand-fabricant de cire » à Marseille (paroisse Saint-Ferréol), marié en 1766 à Marseille avec Marie Françoise Poupiac (1745 - 1826), fille d’un capitaine de navire marseillais.

### Mariage
Marié le 20 avril 1800 (30 germinal an VIII), à Marseille à Marthe Anne Séjourné (1780, Marseille - 1830, Marseille), fille de Jean Arsène Séjourné (1738, Paris + 1806, Marseille), négociant, banquier, président de la chambre de commerce de Marseille, chevalier de la Légion d'honneur, marié en 1766 à Marseille à Thérèse Blanc (1743 à Marseille - ?)

### Carrière
Officier supérieur, « inspecteur général du parc d’artillerie de Marseille » (garde nationale ?), alias « inspecteur général au train de l’Armée d’Italie » (en 1799-1800)
Négociant et fabricant de cire et à la suite de son père (encore cité comme tel en 1804).
Fondateur (vers 1804) de la Banque Pascal, qu’il dirige jusqu’en janvier 1831.
Il a alors pour successeurs ses fils aînés Frédéric (qui était déjà son associé) et Émile, puis le plus jeune, Albert. La banque PASCAL, maison en commandite familiale, a été, jusqu’à la fin du XIXe siècle, l’établissement de crédit le plus réputé de Marseille et, jusqu’en 1853, le plus important de cette ville. Son capital social se monte à deux millions de francs en 1877.
- Membre de la Société de bienfaisance de Marseille.
- Conseiller municipal (vers 1815), puis adjoint au maire de Marseille en 1821.
- Juge puis président du tribunal de commerce de Marseille (1831-1833),
- Chevalier de la Légion d'honneur (1834).

Pierre Pascal est une personnalité qui « jouit de l’estime publique et d’une grande fortune » (préfet Thomas).

Propriétaire notamment du château de Lenfant, à Aix-en-Provence (1800), et de l’hôtel du 52, rue Paradis, « plus belle façade Louis XV de Marseille » (1806, hérité de son-beau-père Séjourné).
Pierre Pascal laisse à sa mort un patrimoine estimé à la somme de 3 174 000 francs or.

### Postérité
1. Frédéric Pascal (1801, Marseille + 1862, Marseille), banquier associé à Marseille (jusqu’en 1847), conseiller municipal, membre de la Chambre de commerce de Marseille (1841-1843), juge, puis président du tribunal de commerce de Marseille (1843-1845), adjoint au maire de Marseille (1846-51), député monarchiste des Bouches-du-Rhône (1849-1851), chevalier de la Légion d'honneur (1845), retiré de la vie politique après le coup d’État de décembre 1851 et fixé à Paris (15, rue des Capucines), marié à Émilie d’Assailly. D’où Félicie Pascal (1831 + 1905) en 1852 à Charles Law, comte de Lauriston (1824 + 1908), officier de cavalerie, filleul du Roi Charles X.
2. Émile Pascal (1804, Marseille + 1878, Marseille), banquier associé à Marseille (jusqu’en 1847), demeurant 52, rue Paradis, membre, puis président du conseil général de la Banque de Marseille (succursale de la Banque de France), juge au Tribunal de commerce, membre de la Chambre de commerce (1845-1849), administrateur-fondateur de la société d’assurances « Le Midi » et de la « Compagnie des Docks et Entrepôts de Marseille », conseiller municipal de Marseille (1848-1860), conseiller général des Bouches-du-Rhône, représentant le 3e canton de Marseille (1855-1864), chevalier de la Légion d'honneur (1853). Célibataire.
3. Albert Pascal (1811, Marseille + 1882, Marseille), banquier associé à Marseille (janvier 1837. Membre de la Chambre de commerce de Marseille (1858-1869), administrateur de la « Société de Crédit foncier de Marseille », de la « Société marseillaise de crédit », de la « Caisse d’épargne des Bouches-du-Rhône » (1843-1873), membre de la chambre consultative d’agriculture et de la commission de surveillance de l’Asile d’aliénés, propriétaire et bibliophile, chevalier de la Légion d'honneur (1865), monarchiste. Il soutient la création de plusieurs grandes entreprises locales comme le montre la participation financière de la banque PASCAL à la Société du Crédit foncier de Marseille (1853), la société d’assurances Le Midi (1854), la Compagnie des Docks et Entrepôts de Marseille (1859), la Société marseillaise de crédit (1865), la Société générale des Transports maritimes à Vapeur (1865), la Compagnie française de navigation à vapeur Cyprien Fabre & Cie(1881), etc. Demeurant 40 rue Montgrand (1843, achat de son épouse), marié en 1836 à Marseille, à Rose Nicolas (1815, Marseille + 1867, Marseille ; dot de 300 000 francs). En 1861, Albert fait l’acquisition du 42, rue Montgrand. Il réunit cette maison à celles des 40 et 44 rue Montgrand, engage d’importants travaux de rénovation et constitue ainsi l’une des plus vastes et luxueuses habitations de Marseille. (estimée amiablement 500 000 francs en 1884). Il laisse à sa mort une succession de 3,5 millions de francs-or (notamment une commandite de 900 000 francs dans la banque PASCAL, représentant 45 % du fonds social de cet établissement).

D’où :
a/ Henri Pascal (1837, Marseille + 19..), banquier associé (de 1865 à la disparition de la banque Pascal au début du XXe siècle), administrateur de la banque de France, officier de l’ordre de Charles III (Espagne), monarchiste, marié à Valentine Fabre-Luce, fille d’Urbain Fabre (1813 + 1879), marié en 1844 à Léonie Luce. Valentine était cousine germaine de l’armateur Cyprien Fabre.
b/ Emile Pascal (1838, Marseille + 1927, Paris), rentier, membre du Jockey Club.
Avant la première guerre mondiale, il vivait la moitié de l’année à Paris et l’autre à Rome, où sa distraction était de conduire des attelages à quatre chevaux. À Paris, son appartement (13 rue de Lubeck) était proche de celui de sa chère amie la princesse May de Lucinge, avec laquelle il cohabitait à Rome. Marié à Mlle Townsend.
c/ Albertine Pascal (v1840 + 19..), mariée en 1866 à René Poullain de Saint Foix, propriétaire, ancien officier, chevalier de la Légion d'honneur.
d/ Marie Pascal (1850, Marseille + 1933, Paris)
Mariée 1/ en 1869 à Marseille à Georges Roussel, vicomte de Courcy (1837, Etrepagny + 1874, Bruttelen, canton de Berne), officier, ayant voyagé jusqu’en Indochine, DP
2/ en 1884, à Marseille, Fernand de Fonscolombe (1841, Marseille + 1914, Paris), baron de Fonscolombe, doyen du Service d’Honneur de Mgr le Duc d’Orléans, ancien zouave pontifical.

## Sources
- André Bouyala d’Arnaud, « Évocation du vieux Marseille », Les Editions de Minuit, 1959
- Roland Caty, Eliane Richard et Pierre Echinard : « Les Patrons du Second Empire : Marseille », éditions Picard/ Cenomane, 1999
- Étienne Boislandry Dubern, « Gentry » (tome 2, Ascendance de Françoise de Fonscolombe, 1885 + 1980, comtesse Dubern), 2000